# Триосмийгептаторий
Триосмийгептаторий — бинарное неорганическое соединение, интерметаллид
осмия и тория
с формулой Th7Os3,
кристаллы.

## Получение
- Сплавление стехиометрических количеств чистых веществ:

{\displaystyle {\mathsf {3\,Os+7\,Th\ {\xrightarrow {1500^{o}C}}\ Th_{7}Os_{3}}}}

## Физические свойства
Триосмийгептаторий образует кристаллы
гексагональной сингонии,
пространственная группа P 63mc,
параметры ячейки a = 1,0031 нм, c = 0,6296 нм, Z = 2,
структура типа гептаторийтрижелеза Fe3Th7
.
Соединение конгруэнтно плавится при температуре >1500 °С.